# ITV
Javno emitersko poduzeće za radio i televiziju Idžtimai (ITV) (aze. Ictimai televiziya və Radio Yayımları Şirkəti (ITV) je javni televizijski kanal u Azerbajdžanu. Emiter je postao član  Europske radiodifuzijske unije dana 7. srpnja 2007. i od tada ima pravo sudjelovanja na natjecanju za  Pjesmu Eurovizije pridružujući se kavkaskim susjedima  Gruziji i  Armeniji po prvi put na natjecanju u Beogradu  2008. godine.
Televizija Idžtimai jedan od rijetkih eurovizijskih emitera čiji vlasnik nije država. Azerbajdžanski nacionalni televizijski kanal AZtv je također 2007. pokušao postati član  EBU'a, ali prijava ove televizije nije prihvaćena zbog bliske povezanosti s Vladom Azerbajdžana.
Povodom pobjede Azerbajdžana na 56. natjecanju za  Pjesmu Eurovizije u  Düsseldorfu, Njemačka, 14. svibnja 2011., ITV je bio domaćin ovog natjecanja 2012. godine.

## Vanjske poveznice
- Službena stranica